# Antonio Baños
Antonio Baños Boncompain (Barcelona, 18 de abril de 1967) es un periodista, político de  izquierda anticapitalista, músico y escritor español. Fue el cabeza de lista de la Candidatura de Unidad Popular-Llamada Constituyente (CUP-CC) en las elecciones al Parlamento de Cataluña de 2015 y resultó elegido diputado en el Parlamento catalán. Anunció su dimisión durante las negociaciones de Junts pel Sí y la CUP. Formalizó su renuncia al acta de diputado el 12 de enero de 2016. Es miembro de la plataforma Súmate en la que continúa militando tras su dimisión como diputado.

## Biografía
Nacido en el distrito barcelonés de Nou Barris en 1967, es licenciado en Ciencias de la Información por la Universidad Autónoma de Barcelona. En 1989 forma parte del grupo de música Los Carradine. Ha trabajado en prensa escrita y fue colaborador del programa de radio de RNE Asuntos Propios, en la sección Economía para Idiotas. Ha publicado dos libros sobre economía, La economía no existe (traducida al portugués) y Posteconomía, en los que se muestra crítico con esta disciplina y con los economistas.
El 30 de julio de 2015 fue elegido en primarias candidato de la CUP por Barcelona para las elecciones catalanas de septiembre, en las que la formación consiguió 10 escaños. El 4 de enero de 2016 anunció que renunciaba a su acta de diputado después de la decisión de la CUP de no apoyar la investidura como presidente de la Generalidad de Cataluña a Artur Mas, candidato de Junts pel Sí sin embargo el 10 de enero participó como diputado en la elección de Carles Puigdemont como Presidente de la Generalidad votando a favor. Tras participar en el Pleno de Investidura del Parlamento de Cataluña y votar a favor del nuevo presidente de la Generalidad Carles Puigdemont, entregó su acta de diputado el 12 de enero de 2016. Anunció que seguiría militando en la plataforma Súmate.
En octubre de 2018 entró a formar parte del Consejo Asesor para el Impulso del Foro Cívico y Social para el Debate Constituyente, un órgano consultivo dedicado a fomentar el debate sobre el proceso de autodeterminación de Cataluña y organizar un foro constituyente para sentar las bases de una hipotética República Catalana.
El 27 de febrero de 2019, Baños y Eulàlia Reguant, actuando como  testigos en el juicio del proceso a los políticos catalanes, se niegan a declarar ante las preguntas formuladas por la acusación popular que ejerce el partido político VOX, por lo que el juez Manuel Marchena les impone una multa de 2 500 € y les concede 5 días para que rectifiquen su actitud.

## Obra
- La Economía no existe. Libelo contra la Econocracia (Los Libros del Lince, 2009) ISBN 978-84-9370-382-0
- Posteconomía. Hacia un capitalismo feudal (Los Libros del Lince, 2012) ISBN 978-84-1507-022-1
- La rebel·lió catalana (La Butxaca, 2013) ISBN 978-84-9930-653-7. Traducción al español: La rebelión catalana (Editorial Roca, 2013) ISBN 978-84-9918-746-4.